# Гостилы (Псковская область)
Гости́лы — деревня в Краснопрудской волости Псковского района Псковской области России.
Расположена в 4 км к югу от волостного центра Кирово.

## Население
| 2001 | 2002 | 2010 |
| ---- | ---- | ---- |
| 60   | ↘44  | ↘18  |

## История
Ранее на месте деревни Гостилы было несколько населённых пунктов: Ершово (Ерши), Сысоево, Юхново (Юханово), Зайково, Цывики, Кувшиново.